# Utricularia alpina
Utricularia alpina este o specie de plante carnivore din genul Utricularia, familia Lentibulariaceae, ordinul Lamiales, descrisă de Nikolaus Joseph von Jacquin. Conform Catalogue of Life specia Utricularia alpina nu are subspecii cunoscute.